# Struthanthus sarmentosus
Struthanthus sarmentosus är en tvåhjärtbladig växtart som först beskrevs av R. & P., och fick sitt nu gällande namn av Carl Ludwig von Blume. Struthanthus sarmentosus ingår i släktet Struthanthus och familjen Loranthaceae. Inga underarter finns listade i Catalogue of Life.